# Ка-27

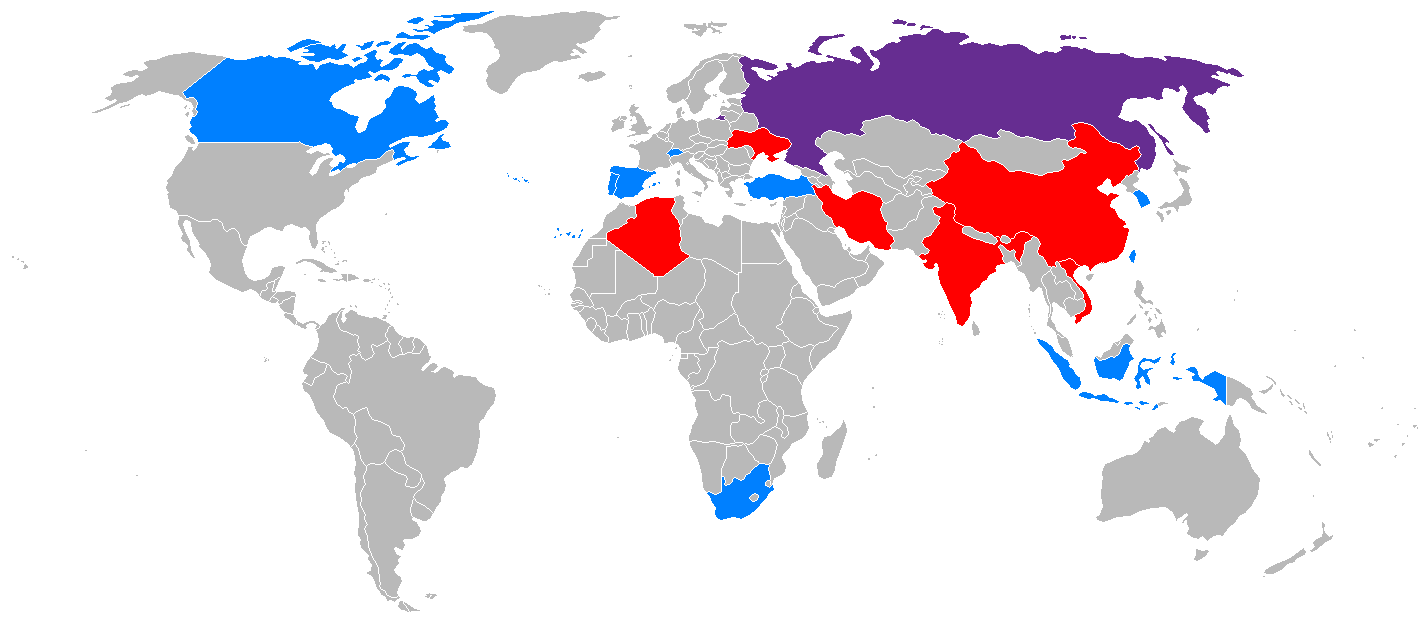
Використання Ka-27 у світі. Синім кольором позначені країни де використовується в цивільних цілях, червоний — у військових, фіолетовий — в обидвох

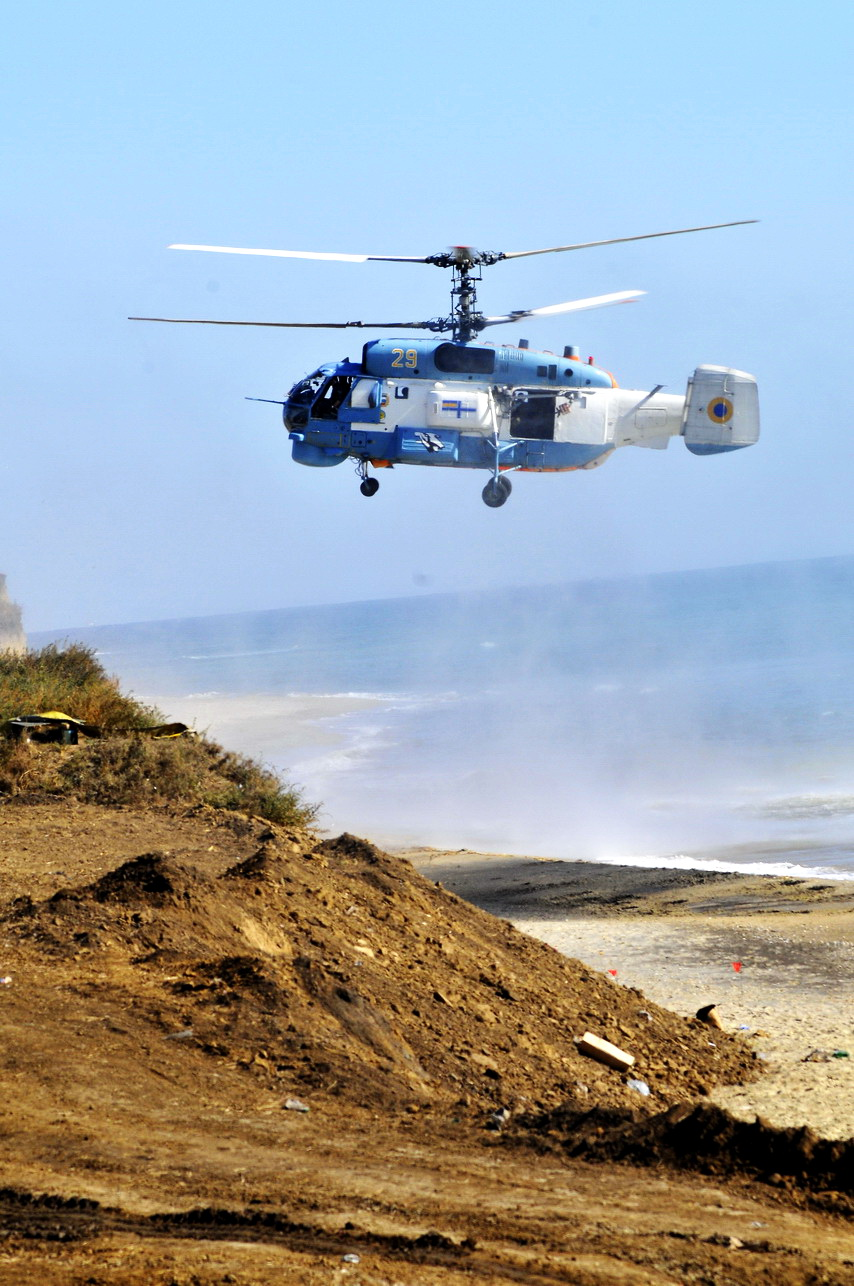

Проєкції

Ка-27 — радянський корабельний багатофункціональний вертоліт. Він отримав позначення НАТО «Хелікс» — равлик. Дослідний зразок гелікоптера «252» піднявся в повітря 8 серпня 1973 року, 24 грудня здійснений перший політ по колу.

## Призначення
Корабельний протичовновий вертоліт типу Ка-27/28 призначений для вирішення завдань протичовнової оборони флоту з базуванням на кораблях різного класу. Він здатний виявляти сучасні підводні човни та надводні цілі, передавати дані про них на корабельні і берегові пункти, а також атакувати їх з застосуванням бортових засобів ураження. 

### Модифікації
Ка-27ПЛ — основний корабельний протичовновий вертоліт ВМС Росії. Призначений для пошуку, відстеження та ураження підводних човнів у підводному і надводному положеннях, в денний і нічний час, у простих і складних метеоумовах на глибинах їх занурення до 500 метрів і швидкостях ходу до 75км/год, у районах, віддалених від місця базування вертольота до 200км. Оснащений радіолокаційною прицільно-пошуковою системою «Восьминіг», гідроакустичною відкидною станцією, магнетометром. 
Може нести касети з гідроакустичними буями, торпеди, глибинні і орієнтирні бомби. Зазначені завдання виконуються при польотах з сухопутних аеродромів і з палуби корабля при хвилюванні моря до 5 балів. 
Ка-27ПС — призначений для пошуково-рятувального забезпечення польотів літальних апаратів над морем і суходолом, а також забезпечення аварійно-рятувальних робіт при аваріях кораблів і суден вдень і вночі в простих і складних метеоумовах при хвилюванні моря до 5 балів поодиноко і при взаємодії з кораблями. 
Для проведення рятувальних робіт вертоліт оснащений лебідкою вантажопідйомністю 300 кг. Пілотажно-навігаційний комплекс вертольота дозволяє здійснювати автоматизований політ вертольота по запрограмованому маршруту, посадку вертольота на корабель і розвантаження корабля без зупинки останнього, автономне висіння вертольота над заданою точкою, а спільно з радіолокаційною станцією «Восьминіг» виведення вертольота в точку, задану пілотом.
Ка-29 — транспортно-бойовий вертоліт морської піхоти.
Ка-31 — вертолітний комплекс радіолокаційного дозору з обертовою антеною пошукової РЛС, встановленою під фюзеляжем. Комплекс здатний виявляти і супроводжувати до 20 цілей на відстані 100-150 км.
Ка-32 — багатоцільовий вертоліт, що послужив основою для створення цілої низки спеціалізованих модифікацій.

## Технічні характеристики
- Виробник: Кумертауський вертолітний завод

### Озброєння
- Бомбове: ПЛАБ — 250 −120, ОМАБ
- Для ураження підводних човнів у відсіку озброєння розміщуються протичовнові торпеди АТ-1МВ, глибинні бомби, авіабомби калібру від 50 до 250 кг.
- На вертольоті можуть бути встановлені також керовані протичовнові ракети АПР-2Э.

## Аварії та катастрофи
23 вересня 2021 року під час виконання навчально-тренувального району вертоліт Ка-27 ФСБ РФ у складних погодних умовах врізався у гору Гостру (гора Острая, Єлізовський район, Камчатський край). Всі члени екіпажу та пасажири загинули.
10 квітня 2024 року російський Ка-27 розбився в тимчасово окупованому Криму.

## Оператори
Невелика кількість таких вертольотів знаходяться на озброєнні Морської авіації, один вертоліт базується на фрегаті «Гетьман Сагайдачний».
Дійсні
- Авіація ВМФ Росії — 88[6]
- Авіація ВМС України
- ВВС В'єтнаму
- ВМФ Куби

Колишні
- Авіація ВМФ СРСР